# Yunnan
Yunnan (kin.: 云南, 云南, Yunnan, "južno od oblaka") je kineska pokrajina na jugozapadu Narodne Republike Kine. Površina provincije je 394.000 četvornih kilometara. Glavni grad je Kunming. Zapadno od Yunnana je Mjanmar, dok su južno Laos i Vijetnam.

## Zemljopis
Yunnan se nalazi u planinskom području, s najvišim vrhovima na sjeverozapadu i nižim predjelima na jugoistoku. Razlika u visini između planinskih vrhova i riječnih dolina ide do 3000 metara. Tri paralelne rijeke (kineski: 武陵源, pinyin: Wǔlíng Yuán) je naziv za područje gornjih slivova triju rijeka u Yunnanu, Yangtze (Jinsha), Mekong (Lancang) i Salween (Nujiang), koje u ovom dijelu planine Hengduan teku paralelno prema jugu. Sve tri rijeke teku kroz strme klance koji su na nekim mjestima duboki i do 3000 metara, a ograđeni su ledenjačkim vrhovima do 6000 m visine. 
„Kamena šuma Shilin”, koja pripada zaštićenom području Južnokineski krš (中国南方喀斯特 Zhōngguó Nánfāng Kāsītè) se smatra najboljim svjetskim primjerom krškog krajolika s najraznolikijim oblicima i bojama vapnenačkih stijena na svijetu. 
Yunnan je bogat rudama i tu su najveća nalazišta aluminija, olova, cinka i kositra u Kini, ali i značajna ležišta bakra i nikla. 
Yunnan također ima i najraznovrsniji biljni svijet, te od oko 3000 vrsta viših biljaka Kine, u Yunnanu ih se može pronaći više od 17.000.

## Povijest
Najstarija vrsta Homo erectusa, poznat kao Yuanmou čovjek, je pronađen u Yunnanu 1960-ih. U neolitiku su postojala naselja u području jezera Dian, čiji su stanovnici koristili kameno oruđe i pravili jednostavne drvene nastambe.
Yunnan, tada poznat kao Kraljevstvo Dian, je postao dijelom Kineskog Carstva tijekom 2. stoljeća, za dinastije Han (206. pr. Kr. - 220.). U 8. stoljeću je opet postao središte tibetsko-burmanskog kraljevstva poznatog kao Kraljevstvo Nanzhao, a u 10. stoljeću Kraljevstva Dali. Ova kraljevstva su bila višeetnička, ali se uglavnom govorio sjeverni dijalekt nuosu jezika, koji je postao prestižnim dijalektom. Mongoli osvajaju ovo područje u 13. stoljeću, ali su ga lokalni vojskovođe upravljali sve do 1930-ih. Tada je zbog japanske invazije na sjeveru, veliki broj Han Kineza imigrirao u ovo područje. I dan danas na ovom području obitava najveći broj etničkih manjina koji čine 34% ukupnog broja stanovnika.

## Znamenitosti
Yunnan je zbog svojih slikovitih krajolika, blage klime i šarenih etničkih manjina, jedno od najposjećenijih turističkih dijelova Kine. Posjetitelji su uglavnom Kinezi (2,75 milijuna samo tijekom listopadskih praznika), ali se i broj inozemnih posjetitelja povećava, pa je 2010. god. Yunnan posjetilo 2,3 milijuna stranaca. God. 2004., prihodi od turizma su iznosili do 37 milijardi juana, što je činilo 12,6% BDP-a pokrajine.
Najznamenitije atrakcije Yunnana su povijesni gradovi Dali, sjedište drevnog kraljevstva, Chuxiong, sjedište manjine Yi, i Lijiang, sjedište manjine Nasi i UNESCO-ova svjetska baština. Svjetska baština Yunnana su i „Kamena šuma” (Južnokineski krš), zaštićena područja tri paralelne rijeke, nalazište fosila Chengjiang i Terasasta polja riže Honhge Hanija.
- Tri pagode grada Dalija (大理市 Dàlǐ shì)
- Stari grad Lijiang (麗江市 Lìjiāng Shì)
- Yangtze u klancu tigrova skoka (Haba Xueshan)
- Kamena šuma (石林 Shílín)
- Bazen crnog zmaja (黑龙潭 Hēilóngtán)

## Stanovništvo
Većina stanovništva živi u istočnom dijelu provincije. U Yunnanu je 2010. živjelo 45,9 milijuna ljudi. Yunnan je poznat kao područje, gdje živi veliki broj etničkih zajednica, čak 25. Većina (67%) su Han Kinezi, dok su od ostalih najbrojniji: Ji (11%), Bai (3,6 %), Hani (3,4 %), Zhuang (2,7 %) i Dai (2,7 %).

## Uprava
Yunnan je podijeljen na 16 prefektura:
| Zemljovid                | #                                | Naziv               | Upravno sjedište                                     | Kinesko pismo Pinyin | Stanovništvo (2010.) |
| ------------------------ | -------------------------------- | ------------------- | ---------------------------------------------------- | -------------------- | -------------------- |
|                          |                                  |                     |                                                      |                      |                      |
| — Gradske prefekture —   |                                  |                     |                                                      |                      |                      |
| 1.                       | Kunming                          | Panlong (distrikt)  | 昆明市 Kūnmíng Shì                                   | 6.432.000            |                      |
| 2.                       | Qujing                           | Qilin (distrikt)    | 曲靖市 Qǔjìng Shì                                    | 5.855.000            |                      |
| 3.                       | Yuxi                             | Hongta (distrikt)   | 玉溪市 Yùxī Shì                                      | 2.304.000            |                      |
| 4.                       | Baoshan                          | Longyang (distrikt) | 保山市 Bǎoshān Shì                                   | 2.506.000            |                      |
| 5                        | Zhaotong                         | Zhaoyang (distrikt) | 昭通市 Zhāotōng Shì                                  | 5.213.000            |                      |
| 6.                       | Lijiang                          | Gucheng (distrikt)  | 丽江市 Lìjiāng Shì                                   | 1.245.000            |                      |
| 7.                       | Pu'er                            | Simao (distrikt)    | 普洱市 Pǔ'ěr Shì                                     | 2.543.000            |                      |
| 8.                       | Lincang                          | Linxiang (distrikt) | 临沧市 Líncāng Shì                                   | 2.430.000            |                      |
| — Autonomne prefekture — |                                  |                     |                                                      |                      |                      |
| 9.                       | Dehong (za narode Dai i Jingpo)  | Mang                | 德宏傣族景颇族自治州 Déhóng Dǎizú Jǐngpōzú Zìzhìzhōu | 1.211.000            |                      |
| 10.                      | Nujiang (za narod Lisu)          | Lushui              | 怒江傈僳族自治州 Nùjiāng Lìsùzú Zìzhìzhōu            | 534.000              |                      |
| 11.                      | Dêqên (za Tibetance)             | Shangri-La          | 迪庆藏族自治州 Díqìng Zàngzú Zìzhìzhōu               | 400.000              |                      |
| 12.                      | Dali (za narod Bai)              | Dali                | 大理白族自治州 Dàlǐ Báizú Zìzhìzhōu                  | 3.456.000            |                      |
| 13.                      | Chuxiong (za narod Yi)           | Chuxiong            | 楚雄彝族自治州 Chǔxióng Yízú Zìzhìzhōu               | 2.684.000            |                      |
| 14.                      | Honghe (za narode Hani i Yi)     | Mengzi              | 红河哈尼族彝族自治州 Hónghé Hānízú Yízú Zìzhìzhōu    | 4.501.000            |                      |
| 15.                      | Wenshan (za narode Žuana i Mjao) | Wenshan             | 文山壮族苗族自治州 Wénshān Zhuàngzú Miáozú Zìzhìzhōu | 3.518.000            |                      |
| 16.                      | Xishuangbanna (za narod Dai)     | Jinghong            | 西双版纳傣族自治州 Xīshuāngbǎnnà Dǎizú Zìzhìzhōu     | 1.134.000            |                      |

Tih 16 prefektura je nadalje podijeljeno na 129 okruga i 1.455 općinskih naselja.

## Vanjske poveznice
- Službene turističke stranice Yunnana  Arhivirana inačica izvorne stranice od 21. siječnja 2014. (Wayback Machine)
- Yunnan Daily  Arhivirana inačica izvorne stranice od 4. studenoga 2013. (Wayback Machine) (novine)